# Желтушник лозный
Желтушник лозный (лат. Erysimum virgatum) — двулетнее травянистое растение семейства Капустные (Brassicaceae). В литературе и интернет-источниках часто встречается как желтушник прямой по названию Erysimum strictum, входящего в синонимику вида. Также упоминается как желтушник прутьевидный, что является корректным переводом латинского видового эпитета, но источники не являются авторитетными.

## Ботаническое описание
Двулетнее травянистое растение высотой до 1 м. Стебель одиночный, реже несколько, прямой, обычно ветвится в верхней части. Опушение из двураздельных прижатых волосков.
Листья цельнокрайние или мелкозубчатые, покрыты 2–5, преимущественно 3-раздельными волосками. Нижние листья продолговатые, сужены в черешок. Верхние — сидячие, ланцетные или линейно-ланцетные.
Чашелистики около 5 мм длиной. Лепестки узкие, удлиненно-клиновидные, 8–10 мм длиной, до 3 мм шириной. Цветоножки направлены косо вверх, 3–9 мм длиной при плодоношении.
Плод — прямой, волосистый четырёхгранный или округло-четырёхгранный стручок длиной 2–7,5 см, шириной 1,8 мм.
Семена коричневые, продолговатые, до 1,3 мм длиной.

## Распространение и экология
Природный ареал охватывает северные и центральные регионы Европы. На территории России встречается в европейской части и Предкавказье. Вид занесен в ботанический атлас растений Ленинградской области.

## Классификация
По внешним признакам вид очень близок к желтушнику Маршалла, отличаясь от него лишь трёхраздельными (вместо четырёхраздельных) волосками на листьях и волосистостью стручков. Некоторыми авторами предполагался синонимом вида желтушник ястребинколистный, что не поддерживается современной системой классификации, где оба вида являются самостоятельными.

### Таксономия
Erysimum virgatum  Roth, 1797, Catal. Bot. 1: 75
Вид Желтушник лозный относится к роду Желтушник (Erysimum) семейства Капустные (Brassicaceae) порядка Капустоцветные (Brassicales). Кладограмма в соответствии с Системой APG IV по состоянию на июнь 2023 года:
|  |                                      |  |                                   |                                   |                     |  | ещё 16 семейств | ещё 16 семейств |                  |  |  |  | еще 248 подтвержденных видов и 69 видов, ожидающих подтверждения |
|  |                                      |  |                                   |                                   |                     |  | ещё 16 семейств | ещё 16 семейств |                  |  |  |  | еще 248 подтвержденных видов и 69 видов, ожидающих подтверждения |
|  |                                      |  |                                   | порядок Капустоцветные            |                     |  |                 |                 | род Желтушник    |  |  |  |                                                                  |
|  |                                      |  |                                   | порядок Капустоцветные            |                     |  |                 |                 | род Желтушник    |  |  |  |                                                                  |
|  | отдел Цветковые, или Покрытосеменные |  |                                   |                                   | семейство Капустные |  |                 |                 | Желтушник лозный |  |  |  |                                                                  |
|  | отдел Цветковые, или Покрытосеменные |  |                                   |                                   | семейство Капустные |  |                 |                 |                  |  |  |  |                                                                  |
|  |                                      |  | ещё 63 порядка цветковых растений | ещё 63 порядка цветковых растений |                     |  |                 | ещё 354 рода    | ещё 354 рода     |  |  |  |                                                                  |
|  |                                      |  |                                   | ещё 63 порядка цветковых растений |                     |  |                 |                 | ещё 354 рода     |  |  |  |                                                                  |

### Синонимы
- Cheiranthus angustifolius Gilib.
- Cheiranthus arvensis Bernh.
- Cheiranthus firmus Willd.
- Cheiranthus longisiliquus Steud.
- Cheiranthus taraxacifolius Biasol. ex Rchb.
- Cheirinia altissima Link
- Cheirinia firma Link
- Cheirinia longisiliqua Link
- Cheirinia longisiliquosa Link
- Cheirinia stricta Link
- Cheirinia virgata (Roth) Link
- Conringia stricta Bubani
- Erysimum adpressum Mann ex Opiz
- Erysimum alpinum Fr.
- Erysimum altissimum Lej.
- Erysimum angulatum Royle ex Hook.f. & Thomson
- Erysimum brevifolium C.H.An
- Erysimum cheiranthoides subsp. transiliense (Popov) D.A.German
- Erysimum confertum Jord.
- Erysimum croceum Popov
- Erysimum delphinense Jord.
- Erysimum densisiliquum Jord.
- Erysimum eseptatum C.H.An
- Erysimum firmum Sweet
- Erysimum foliosum Royle ex Hook.f. & Thomson
- Erysimum gracile J.Gay
- Erysimum lanceolatum Eichw.
- Erysimum longiflorum Royle. ex Hook.f. & Thomson
- Erysimum longisiliquosum Willd.
- Erysimum longisiliquum Schleich.
- Erysimum montanum Crantz
- Erysimum strictum G.Gaertn., B.Mey. & Scherb.
- Erysimum suecicum Jord.
- Erysimum transiliense Popov